# Рэндалл, Семека
Семека Шантей Рэндалл (англ. Semeka Chantay Randall; род. 7 февраля 1979 года в Кливленде, штат Огайо, США) — американская профессиональная баскетболистка, выступавшая в женской национальной баскетбольной ассоциации. Она была выбрана на драфте ВНБА 2001 года во втором раунде под общим семнадцатым номером командой «Сиэтл Шторм». Играла на позиции атакующего защитника. Ещё будучи действующим игроком ВНБА она вошла в тренерский штаб команды NCAA «Кливленд Стэйт Вайкингс». В последнее время была главным тренером студенческой команды «Алабама A&M Бульдогс».

## Ранние годы
Семека Рэндалл родилась 7 февраля 1979 года в городе Кливленд (штат Огайо), училась она немного южнее в городе Гарфилд-Хайтс в средней школе Тринити, в которой выступала за местную баскетбольную команду.